# Il risveglio della coscienza
Il risveglio della coscienza (The Awakening Conscience) è un dipinto a olio su tela (76,2×55,9 cm) di William Holman Hunt, realizzato nel 1853 e conservato nella Tate Britain di Londra.

## Descrizione
Il risveglio della coscienza raffigura un tipico interno londinese dell'Ottocento, descritto analiticamente in ogni possibile particolare, prendendo spunto dalla tradizione fiamminga del primo Rinascimento. Con questo dipinto Hunt intende riflettere su un tema contemporaneo, ovvero quello delle donne che - infuocate dall'amore - si lasciavano andare a licenziose avventure, senza tuttavia rispettare il sacro vincolo del matrimonio.
L'uomo siede su una sedia, vestito con grande eleganza: la tuba appoggiata sul tavolo suggerisce che questa non è la sua dimora, ma più probabilmente un'alcova segreta accomodata per la sua amante. Il suo sguardo, molto rilassato - si sta persino lasciando andare a una spontanea risata - ci fa comprendere che è completamente all'oscuro dell'epifania sperimentata dalla donna. La sua mano sinistra ancora guantata, invece, è poggiata sulla tastiera di un pianoforte; il guanto destro è a terra sul tappeto.
Sul grembo dell'uomo siede una donna bellissima, abbigliata con una veste diafana e con un drappo color rosso fuoco. Molti critici vi hanno visto una prostituta, anche se più probabilmente è una semplice donna nubile che ha deciso di intraprendere una relazione sentimentale con quest'uomo (il suo nubilato è ribadito dall'assenza di un anello al dito). In entrambi i casi si tratta di una «donna perduta»: i capelli sciolti e la veste da notte non erano ammessi per una donna nemmeno nel proprio soggiorno, e sedersi sul grembo del proprio uomo era vietato in pubblico anche alle donne sposate. Ebbene, questa donna è presa dal rimorso ed ha un improvviso soprassalto d'oscura angoscia esistenziale. Il suo sguardo, tuttavia, è soave, a lasciar presagire forse un futuro pentimento, ed è rivolto verso il giardino esterno, riflesso nell'ampio specchio alle spalle dei due protagonisti. L'intera scena, in effetti, è giocata sul contrasto tra l'interno scuro e cupo, che allude inesorabilmente alla negatività della situazione della donna, e l'esterno inondato di luce, simbolo della sua innocenza perduta.
La difficile relazione tra i due personaggi è sottolineata dai vari particolari che si accalcano nella scena. Sopra il pianoforte non solo è incorniciato l'episodio biblico dell'adultera, bensì vi troviamo anche un orologio racchiuso in una campana di vetro (allusione evidente alla prigionia che tormenta la donna). Sul pavimento giace una copia di una composizione di Alfred Tennyson, Tears, Idle Tears: sono state forse le note di questa poesia, musicata da Edward Lear e probabilmente appena suonata dall'uomo al pianoforte, ad aver toccato i sentimenti della ragazza. Spaventato dall'improvviso movimento della donna, inoltre, un gatto - classico seduttore - si lascia sfuggire un uccellino, che cerca così una via di fuga (proprio come la fanciulla). Hunt, pur consapevole della difficoltà della situazione, è tuttavia fiducioso che la donna si redimerà: per questo motivo dipinge sul piede del pianoforte un filo coloratissimo e aggrovigliato che, tuttavia, è illuminato da uno spiraglio di luce.